# Waikele
Waikele (Punalu'u) – jednostka osadnicza w Stanach Zjednoczonych, w stanie Hawaje, na wyspie Oʻahu, w hrabstwie Honolulu.